# 아이즈나가노역
아이즈나가노역(일본어: 会津長野駅)은 일본 후쿠시마현 미나미아이즈군 미나미아이즈정에 있는 아이즈 철도 아이즈 선의 역이다.

## 역사
- 1934년 12월 27일: 국유철도의 역으로 개업.
- 1971년 4월 1일: 출구 개찰 중지, 운전 요원만 배치됨.
- 시기 불명: 무인화.
- 1987년
  - 4월 1일: 일본 철도 민영화에 의하여 동일본여객철도(JR 동일본)에 계승됨.
  - 7월 16일: 아이즈 철도로 전환됨.

## 역 구조
단선 승강장 1면 1선의 지상역으로 무인역이다.
예전에는, 섬식 승강장 1면 2선의 구조로 교환 설비도 있었지만 현재는 구역사 측의 선로가 철거되고 그 부분에 귀틀집풍의 역사가 들어섰다.
역명판에는 "노을이 펼쳐지는 언덕의 마을"로 표기되어 있다

## 역 주변
- 나가노 우체국
- 오 강
- 국도 제121호선
- 후쿠시마 현도 347호 다카시마타지마 선
- 후쿠시마 현도 349호 하타무카이야마아이즈나가노 정차장선

## 인접역
| 아이즈 철도 ■ 아이즈 선    | 아이즈 철도 ■ 아이즈 선                          | 아이즈 철도 ■ 아이즈 선                |
| -------------------------- | ------------------------------------------------ | -------------------------------------- |
| 요손코엔 니시와카마쓰 방면 | □ 쾌속 "AIZU 마운트 익스프레스"(1호 이외) ■ 보통 | 다지마코코마에 아이즈코겐오제구치 방면 |